# Carl von Coerper
Carl Wilhelm Heinrich Coerper, seit 1913 von Coerper, (* 18. Mai 1854 in Meisenheim; † 20. April 1942 in Frankfurt am Main) war ein deutscher Admiral.

Admiral Carl von Coerper

## Leben
Carl Coerper war der Sohn des Kaufmanns Johann Baptist Coerper (1823–1893) und dessen erster Ehefrau Mathilde, geborene Bonnet (1828–1856). Nach ihrem Tod heiratete sein Vater Susanne Albert. Aus dieser Ehe hatte Carl eine Halbschwester und drei Halbbrüder.

### Militärkarriere
Nach dem Schulbesuch trat Coerper am 31. Mai 1871 als Kadett in die Kaiserliche Marine ein. Seine seemännische Grundausbildung absolvierte er bis 1876 durch den Besuch der Marineschule und mehrere Bordeinsätze. Es schloss sich ab 1886 eine Kommandierung zur Marineakademie an. Seine erste Überseereise führte ihn ab August 1895 als Kommandant der Seeadler nach Sansibar. Im April 1897 gab er das Kommando ab. Nach der Rückkehr nach Deutschland wurde er im Juni 1897 in die Militärische Abteilung des Reichsmarineamts kommandiert. Da hier die Aktivitäten in die einzelnen Gesandtschaften zur Koordination des Einsatzes der Marineattachés zusammenflossen, bereitete er sich in diesem Bereich auf seinen Verwendung als Attaché vor. Dieser führte ihn am 1. Oktober 1898 nach London. Geschäftsträger der Deutschen Gesandtschaft in London war zu dieser Zeit Paul von Hatzfeld (1831–1901). Zeitgleich mit ihm war auch der Militärattaché Arthur von Lüttwitz (1865–1928) notifiziert worden, mit dem es enge Koordinationen gab. Vor Ort erfolgte dann die Übergabe des Postens als Marineattaché durch seinen Vorgänger Kapitänleutnant Ernst Gülich (1853–1920) an ihn.
Zu Beginn seiner Dienstzeit bestand noch eine Atmosphäre der relativ offenen Sondierung durch England gegenüber Deutschland. In den außenpolitischen Positionen gab es mehrere Gemeinsamkeiten, die hauptsächlich aus der Kolonialpolitik herrührten. In einigen Einzelfragen hatten die Engländer sogar ein gemeinsames Vorgehen signalisiert, das aber durch Kaiser Wilhelm II. als Unterstützungsangebot, in sehr geringschätziger Form abgelehnt wurde. Aber die durch Deutschland beginnende Flottenpolitik, vor allem die Flottenrüstung wirkte zunehmend störend auf die noch bestehenden Gemeinsamkeiten. In den kommenden Jahren, während der Amtszeit Coerper setzten hier deutliche Veränderungen ein. Allein im Jahr 1900 schrieb er ca. 600 Berichte nach Berlin über seine Beobachtungen und Einschätzungen der auf die Marine bezogenen Entwicklungen und Ereignisse. Bereits im Folgejahr mehrten sich in seiner Berichterstattung schon Hinweise auf die Zunahme von antideutschen Stimmungen in verschiedenen englischen Bevölkerungskreisen. Denn den Engländern blieb die massive Flottenrüstung in Deutschland nicht verborgen. Der Staatssekretär des Reichsmarineamtes Alfred von Tirpitz mahnte sogar in aller Öffentlichkeit die deutschen „Versäumnisse im Flottenprogramm“ an. Was wiederum, so berichtete der Marineattaché, die deutschfeindliche Stimmung auf der Insel weiter schürte. Es war eine Zeit des gegenseitigen Hochschaukelns, an dem der Deutsche Flottenverein nicht wenig Schuld mittrug. Obwohl Coerper auch einzelne Versuche in seinem Wirkungsfeld unternahm, gegenseitige Spannungen abzubauen, musste er zum Jahresende über erste Signale der Umorientierung bzw. Neuausrichtung der englischen Marinepolitik berichten. Das betraf vor allem erste Schritte zur strategischen Orientierung der englischen Marine auf die Nordsee und Überlegungen, einen eigenen Hafen in Nordseerichtung auszubauen. Des Weiteren teilte er in einem Bericht vom 13. Februar 1902 mit, dass Chile mehrere Panzerschiffe auf englischen Werften bestellt habe. Im Sommer des gleichen Jahres gab es eine etwas schwierige Entscheidungssituation für ihn als ein Engländer ihm Geheimunterlagen mit einem Original-Signalbuch anbot. Die Annahme wäre ein Verstoß gegen die geltenden Attaché Instruktionen Position 4. gewesen. Nach Rücksprache mit dem Staatssekretär im Reichsmarineamt von Tirpitz informierte er die englische Admiralität von dem Sachverhalt. Allein im Jahre 1902 hatte Coeper 840 Berichte angefertigt. Insgesamt wurden für den Zeitraum seines Einsatzes seine Arbeit und die Berichterstattung als sachlich und ausgewogen bewertet. Mit Bekanntwerden des obligatorischen Ablösetermins teilte der seit 1902 amtierende Geschäftsträger der deutschen Gesandtschaft Metternich dem Reichskanzler in einem Schreiben vom 3. April 1903 das Bedauern für die Ablösung Coerpers mit, denn er habe „seine Aufgaben gut erfüllt“. Am 29. September 1903 übernahm schließlich sein Nachfolger im Amt des Marineattachés Hugo von Cotzhausen (1863–1947) die Geschäfte in London. Dieser weilte bereits zur Übergabe seit Juni in London und erhielt zum Übergabetermin noch einen ausführlichen Abschlussbericht ausgehändigt. Von September 1903 bis September 1904 war er als Kapitän zur See Kommandant der Kaiser Wilhelm II.
Am 7. Dezember 1903 erhielt Coerper vom Chef des Admiralstabes in Berlin Wilhelm Büchsel (1848–1920) die Anweisung für Großbritannien eine geheime Nachrichtenorganisation der Marine aufzubauen, ohne dass das Auswärtige Amt davon Kenntnis erhalten dürfe. Das betraf vor allem den Aufbau eines Netzwerkes von geheimen Informanten an allen wichtigen englischen Seeplätzen und Werftbereichen zur Erlangung und Sammlung verdeckter marinetechnischer und logistischer Informationen, die englische Marine betreffend. Das war ein erstmaliger Akt in der Entwicklung der deutschen Marineattachés, dass ein solcher Schritt, der eigentlich durch die Attachéinstruktionen von 1900 untersagt war, nunmehr außerhalb einer akuten Kriegssituation im Jahr 1903 bewusst vollzogen wurde. Da aber Coerper zu diesem Zeitpunkt nicht das Amt des Marineattachés in London ausübte war es lediglich eine Cäsur dafür, dass Deutschland nunmehr dazu übergegangen war, einen von der Sektion III b des Großen Generalstabes unabhängigen Marinenachrichtendienst aufzubauen. Sein Handlungspartner vor Ort war der im Admiralsstab eingesetzte Referatsleiter für das Operationsgebiet England Gustav Steinhauer (* 1870; † um 1930). Da aber der als Nachfolger im Amt des Marineattachés in London eingesetzte Hugo von Cotzhausen nicht den in ihn, vor allem durch Kaiser Wilhelm II. und den Staatssekretär im Reichsmarineamt von Tirpitz, gesetzten Erwartungen entsprach, wurde bereits kurz nach dem Londonbesuch des Kaisers im Herbst 1904 seine Abberufung betrieben. Coerper wurde von Oktober bis Dezember 1904 zur Information ins Reichsmarineamt und den Admiralsstab kommandiert und bereitete sich hier auf seinen erneute Verwendung als Attaché vor.
Am 5. Dezember 1904 übernahm Coerper erneut den Posten des Marineattaché an der Deutschen Botschaft in London. Gleich zu Beginn seiner zweiten Amtsperiode stellte er erhebliche Veränderungen fest. Das betraf vordergründig den nach dem Flottenbesuch König Edwards VIII. im Juli 1904 eingetretenen Wendepunkt in den englisch-deutschen Beziehungen. Aber es hatten sich auch in erheblicher Weise die eigenen Arbeitsbedingungen verschlechtert. Spannungen bei den Begegnungen mit Engländern, Verschlossenheit, Informationsblockaden, die von früher bekannte Vertrautheit in seinem eigenen Umgangskreis war einem frostigen Klima gewichen. Dazu kam noch, dass seit dem Sommer 1905 neue Geheimhaltungsvorschriften in Großbritannien erlassen worden waren. Darin wurde jeder englische Offizier zu äußerster Zurückhaltung in Gesprächen über dienstliche Tatsachen verpflichtet. Die Zulieferfirmen für die technische Ausrüstung der Marine hatten strengstes Stillschweigen über Interna ihrer Arbeit zu bewahren. Vor allem technische Details durften nicht außerhalb der eigenen Dienstwege kommuniziert werden. Carl von Coerper bemühte sich, diese Situation für seine tätigkeitsgebundenen Berichterstattungen dadurch zu verbessern, dass er sich regelmäßig mit dem österreichischen Attaché abstimmte. Darüber hinaus zwangen ihn diese spärlichen Informationen aber auch dazu, sich stärker auf die Auswertung der englischen Presse zu konzentrieren. In seinen Berichten signalisierte er sehr deutlich diesen eingetretenen Stimmungsumschwung. Aber er beschrieb auch die positiveren Meinungen gegenüber Deutschland in seinen Berichten an das Reichsmarineamt. Dabei versuchte er vor allem zu konstatieren, dass die Ängste der Engländer vor den massiven deutschen Marinerüstungen ernst genommen werden müssten. Er drängte auf Realismus in der deutschen Politik. Obwohl er sich damit auf einer Wellenlänge mit dem Botschafter Wolf von Metternich befand, wurden seine Warnungen, auch vom Auswärtigen Amt, nicht ernst genommen. Ab Juli 1905 berichtete er von deutlichen Hinweisen über konkrete Annäherungsschritte der Engländer zu Russland. Unter Umgehung des Auswärtigen Amtes beauftragte ihn dann sogar Wilhelm II. 1906, führenden englischen Persönlichkeiten auszurichten: „Wenn England sich noch einmal herausnähme, ihn mit Krieg zu bedrohen, er sofort über Frankreich herfallen würde…“ Vorsichtshalber unterrichtete Coerper vor Ausführung des kaiserlichen Auftrages Alfred von Tirpitz und den Admiralstabschef Büchsel, die ihn zur Ignorierung drängten. Erneut gab es Ende 1906 gegenüber dem Marineattaché ein Angebot eines Engländers, geheime Unterlagen und ein „Geheimbuch“ aus englischen Marinekreisen zu beschaffen. Da die Person aber als zweifelhaft bewertet wurde, reichte er auch diese Offerte an den englischen Admiralstab weiter. Als der Termin seiner obligatorischen Abberufung immer näher rückte, setzte er sich für die Besetzung des Attachépostens durch Wilhelm Widenmann (1871–1955) ein. In seinem Abschlussbericht vom 14. März 1907 als scheidender Marineattaché bewertete er dann, dass sich die deutsch-englischen Beziehungen auf dem Tiefstand befänden. Das gipfelte in der Feststellung, dass Deutschland nunmehr der Hauptfeind Nr. 1 für Großbritannien geworden war. Die Ursache, so seine Feststellung, lag im nicht nachlassenden massiven Kriegsflottenbau der Kaiserlichen Marine. Das hohe Ansehen, das Coerper sich in London aufgrund seiner gewandten Formen und seiner guten Menschenkenntnisse und Zusammenhänge zwischen Politik und der Marine erworben hatte, dokumentiert sich unter anderem in dem Umstand, dass der britische König Eduard VII. ihm bei seiner Abschiedsaudienz das Großkomtur des Royal Victorian Orders verlieh. Sein Nachfolger auf dem Attachéposten wurde wie vorgeschlagen Wilhelm Widenmann (1871–1955).
Nach seiner Ablösung in London wurde Coerper dem Ostasiengeschwader zugeteilt und war zunächst mit der kommissarischen Führung des Kreuzergeschwaders beauftragt. Auf diesem Posten unternahm er im Juni 1907 als Konteradmiral eine Erkundungsreise von Shanghai aus auf dem Jangtsekiang flussaufwärts. Diese Fahrt, an der sich die Schiffe Tiger, Leipzig und das Torpedoboot S 90 beteiligt, diente vor allem der Erkundung aus wirtschaftlichem Interesse. Am 27. Januar 1909 erfolgte seine Ernennung zum Chef des Ostasiengeschwaders. Ab Frühsommer wurde Coerper am 18. Mai 1909 zur Verfügung des Chefs der Marinestation der Ostsee gestellt, der Inspektion des Bildungswesens der Marine zugeteilt und mit Wirkung vom 9. November 1909 zum Chef der Inspektion des Bildungswesens der Marine ernannt. Mit seiner gleichzeitigen Beförderung zum Admiral am 6. Mai 1912 erfolgte einen Tag später die Ernennung zum Chef der Marinestation der Ostsee, die er bis zum 22. Juli 1914 befehligen sollte. In dieser Stellung wurde Coerper anlässlich des 25-jährigen Regierungsjubiläums von Kaiser Wilhelm II. am 16. Juni 1913 in den erblichen preußischen Adelsstand erhob. Vom 23. Juli 1914 stellte man Coerper zur Allerhöchsten Verfügung, am 17. September 1914 zur Disposition und gleichzeitig à la suite des Seeoffizierkorps.

### Familie
Coerper hatte sich am 30. August 1890 in Düsseldorf mit Ellen Siebert-Charters (1865–1904) verheiratet. Aus der Ehe gingen der Sohn Hans-Albrecht (* 1891) und eine Tochter (* 1918) hervor.
Am 20. April 1942 verstarb Carl Coerper in Frankfurt am Main und wurde in seinem Geburtsort Meisenheim am Glan beigesetzt.

## Auszeichnungen
- Roter Adlerorden I. Klasse mit Eichenlaub[13]
- Kronenorden I. Klasse[13]
- Ritterkreuz des Königlichen Hausordens von Hohenzollern[13]
- Preußisches Dienstauszeichnungskreuz[13]
- Ritter I. Klasse des Ordens vom Zähringer Löwen[13]
- Ritter I. Klasse des Philipps-Ordens[13]
- Chilenischer Verdienstorden I. Klasse[13]
- Großoffizier des Ordens der Aufgehenden Sonne[13]
- Großkreuz des Ritterordens der Heiligen Mauritius und Lazarus[13]
- Orden der Eisernen Krone II. Klasse[13]
- Russischer Orden der Heiligen Anna II. Klasse[13]
- Kommandeur II. Klasse des Schwertordens[13]
- Strahlender Stern von Zanzibar 2. Stufe[13]